# Tariego de Cerrato
Tariego de Cerrato è un comune spagnolo di 557 abitanti situato nella comunità autonoma di Castiglia e León.